# Jérôme de Mayer
Jérôme de Mayer (21 luglio 1875 – 18 agosto 1958) è stato un arciere belga.

## Palmarès

### Olimpiadi
- 3 medaglie:
  - 2 ori (Anversa 1920 nel Target Archery 33 metri a squadre; Anversa 1920 nel Target Archery 50 metri a squadre)
  - 1 argento (Anversa 1920 nel Target Archery 28 metri a squadre)